# Бог кулинарии
«Бог кулинарии» (иер. трад. 食神, упр. 食神, кант.-рус.: 3 го шоу шан дэ цзин ча, англ. The God of Cookery) — гонконгская кинокомедия 1996 года режиссёров Стивена Чоу и Ли Лик-Чи. Главные роли в фильме исполнили Кент Чен, Майкл Вон и Джерри Ламб.
За игру в фильме Карен Мок получила номинацию «Лучшая женская роль» на 16-й Гонконгской кинопремии.

## Сюжет
Признанный мастер-кулинар Гонконга «Богом кулинарии» (Стивен Чоу), управляющий успешной бизнес-империей, на самом деле не тот, за кого себя выдаёт. У него есть завистники, которые хотят сместить его с пьедестала. Бык Тонг (Винсент Кок), выдающий себя за дублёра на кулинарном шоу Чоу, вступает в сговор с Дядей (Ын Мантат) и разоблачает Чоу как мошенника, объявляется себя новым «Богом кулинарии» и захватывая империю Стивена.
Разорённый Чоу знакомится с Индейкой (Карен Мок) и уличным торговец «Гусиная голова» (Ли Сиу-Кей), благодаря которым ему удаётся создать новое блюдо, которое становится очень популярным. Разгневанный успехом Чоу Бык Тонг нанимает киллера, чтобы ликвидировать своего конкурента. Во время покушения Стивен загадочным образом исчезает. Все думают, что он погиб.
Месяц спустя Бык участвует в конкурсе «Бог кулинарии» в качестве главного фаворита, чтобы защитить свой титул. Чоу прибывает на соревнование и оказывается, что он сбежал от убийцы и попал в монастырь Шаолинь, где его обучили кулинарному мастерству.
Чоу и Бык соревнуются в приготовлении различных блюд. В конце концов Чоу одерживает победу.

## В ролях
- Стивен Чоу — Стивена Чоу (史提芬周)
- Карен Мок — Индейка (火雞)
- Винсент Кок — Бык Тонг (唐牛)
- Ын Мантат — Дядя
- Ли Сиу-Кей[англ.] — Гусиная голова (鵝頭)
- Татс Лау[англ.] — Грёзы (夢遺)
- Кристи Чанг[англ.] — камео
- Нэнси Сит[англ.] — камео
- Ли Киньян[англ.] — трансвестит
- Лау Ка-Ин — ведущий конкурса
- Стивен Ау[англ.] — Стивен
- Лам Сует — Толстяк Сноу
- Тин Кай-Мэн[англ.] — индеец с зелёными волосами
- Кингдом Юен[англ.] — камео